# Latania verschaffeltii
Latania verschaffeltii é uma magnoliophyta da família Arecaceae. Apenas pode ser encontrada em Maurícia e está ameaçada por perda de habitat.